# 小行星8481
小行星8481是一颗围绕太阳公转的小行星。1988年6月14日，艾倫·C·吉爾摩、潘蜜拉·M·基爾馬汀在蒂卡普湖发现了此天体。
这颗小行星的绝对星等为326.0475368931083等。